# Obalna straža Republike Hrvaške
Obalna straža Republike Hrvaške (hrvaško Obalna straža Republike Hrvatske) je od dveh organizacijah pomorskih enot Hrvaške vojne mornarice (druga je Pomorska flotilja), ki je odgovorna za uveljavljanje interesov Republike Hrvaške na morju. V nasprotju s Pomorsko flotiljo pa obalno stražo sestavljajo le plovila z mirnodobnimi zadolžitvami: zaščita okolja in ribolova, nadzor tankerjev in balastnih vod, boj proti terorizmu, drogam, tihotapljenju ljudi,...

## Zgodovina
13. septembra 2007 je Sabor sprejel zakon, s katerim je bila ustanovljena obalna straža, katere primarne naloge so bile opisane kot: zaščita hrvaškega suverenega morja, uveljavljanje hrvaškega nadzora nad Ekološko-ribolovno zaščitno cono v Jadranskem morju, zaščita obale, nadzor plovil v hrvaških teritorialnih vodah,... V primeru, če se plovilo hrši hrvaška oz. mednarodno pomorsko zakonodajo in se ne odzove na opozorila obalne straže, imajo plovila in zrakoplovi obalne straže dovoljenje za zasledovanje plovil in v skrajnem primeru tudi pooblastilo za streljanje na plovila.
Pri nadzoru morja sodeluje s pomorskim oddelkom hrvaške Policije in Luško kapetanijo.
Poveljnika obalne straže imenuje in razreši predsednik Republike Hrvaške na predlog Vlade Republike Hrvaške.

## Organizacija
- Poveljstvo obalne straže

- 1. divizion (Split)
- 2. divizion (Pulj)

## Oprema
Trenutno ima obalno stražo pod nadzorom naslednje ladje Hrvaške vojne mornarice:
- OB-01 Novigrad
- OB-02 Šolta
- OB-03 Cavtat
- OB-04 Hrvatska Kostajnica
- BŠ-72 Andrija Mohorovičić
- BS-73 Faust Vrančić
- vlačilca LR-71 in LR-73

Obalna straža ima na voljo tudi več letal Pilatus PC-9 in helikopterjev Mil Mi-8 iz sestave Hrvaškega vojnega letalstva in protizračne obrambe.

## Galerija
- Patruljna čolna OB-03 Cavtat ain OB-04 Hrvatska Kostajnica
- BS-73 Faust Vrančić
- OB-01 Novigrad (s staro oznako in številko)
- Vlačilec LR-73